# Cunero
Cunero es el término que se aplica a los candidatos que carecen de arraigo en los distritos o circunscripciones electorales por el que se presentan. Se utilizó sobre todo durante la Restauración borbónica en España, periodo en el que si resultaban elegidos era porque habían sido "encasillados" por el Gobierno, que siempre ganaba las elecciones debido al fraude electoral y a las redes caciquiles. De hecho, durante la Restauración, los Gobiernos cambiaban antes de las elecciones, no después como sucede en los regímenes parlamentarios (no fraudulentos).
El propio término cunero se utilizaba desde hacía tiempo para referirse «tanto a los niños que al nacer eran abandonados y confiados a un establecimiento benéfico u orfanato como a los toros que se lidiaban sin hacerse mención de la ganadería a la que pertenecían. Es decir, en ambos caos…: sin filiación conocida, sin raíces».

## La Restauración
A diferencia de los diputados con arraigo, a los que José Varela Ortega ha llamado «candidatos naturales, con arraigo o por derecho propio» y Carmelo Romero Salvador «cangrejos ermitaños», su destino se decidía en los pasillos del Ministerio de la Gobernación cuyo titular eran el que realizaba el «encasillado» de acuerdo con el representante del gobierno saliente. Tal era la dependencia de los cuneros del ministro que el poeta y diputado Ramón de Campoamor solía responder cuando se le preguntaba por qué distrito era diputado: «¿Yo?, por Romero Robledo», en referencia al «habilidoso» ministro de la Gobernación Francisco Romero Robledo, quien ―él mismo o sus sucesores en el cargo― lo «encasilló» diez veces por distritos de siete provincias diferentes.
Los «cuneros», también llamados «trashumantes» porque no solían repetir circunscripción (el historiador Carmelo Romero Salvador los llama «aves de paso»), sólo podían ocupar los distritos disponibles («dóciles», «muertos» o «mostrencos») mientras que en principio quedaban fuera del reparto de los distritos propios, en los que un determinado diputado, Conservador o Liberal, tenía asegurada la elección gracias a las redes clientelares que se había labrado allí ―convertido de esta forma en el oligarca local o gran cacique―, por lo que era inútil presentar un candidato alternativo porque saldría derrotado, aunque no dejaban de intentarlo si el que lo ocupaba era del partido contrario al del gobierno.
Carmelo Romero Salvador ha destacado, en referencia a los «cuneros», que cuando se convocaban unas nuevas elecciones «la lucha interna entre los numerosos aspirantes por conseguir ser nominados podía ser, lo era de hecho en la mayoría de las ocasiones, más competida y difícil que la de la propia elección. Ser encasillado conllevaba disponer del apoyo de los aparatos y resortes del Gobierno, con todo lo que ello representaba, y como el adversario, si lo había, carecía de él y también del suficiente peso en esos distritos sin dueño, lo más normal es que resultase electo».
Un ejemplo de diputado cunero fue Joaquín Chapaprieta, nacido en Torrevieja (Alicante), que fue una vez diputado por Cieza (Murcia), otra por Loja (Granada), otra por Santa María de Órdenes (La Coruña) y dos por Noya (La Coruña). Otro caso es el del periodista y escritor José Martínez Ruiz Azorín, nacido en Monóvar (Alicante) y cronista parlamentario del diario conservador ABC, que entre 1907 y 1919 fue cuatro veces diputado por los distritos almerienses de Sorbas y Purchena y una quinta por Puenteareas (Pontevedra). En el caso de este último distrito «no tuvo ni que acudir a él. Se limitó a escribir un artículo para una revista local y un telegrama de agradecimiento: “Testimonio mi amor a la hermosa tierra gallega y gracias cordialísimas a los buenos correligionarios [del Partido Conservador] con quienes comparto el afecto y la admiración al hijo ilustre de Galicia que desempeña la cartera de Hacienda”. Este “hijo ilustre de Galicia” era Gabino Bugallal».
Romero Salvador ha destacado también que a lo largo de la Restauración fueron aumentando los distritos ocupados por «cangrejos ermitaños» ―que repetían acta independientemente de cuál fuese el partido en el gobierno― con la consiguiente disminución de los distritos «libres», lo que estrechó el margen de maniobra de los gobiernos para colocar a los diputados «cuneros» en el encasillado. «La prueba de ello está en que ganando siempre las elecciones el partido que las convocaba, la diferencia de escaños con el otro partido fue siendo cada vez menor a lo largo de las dos primeras décadas del siglo XX».